# Čechynce
Čechynce este o comună slovacă, aflată în districtul Nitra din regiunea Nitra. Localitatea se află la altitudinea de 133 m deasupra n.m., se întinde pe o suprafață de 5,86 km2 și în 2017 număra 1.203 locuitori.

## Istoric
Localitatea Čechynce este atestată documentar din 1248.

## Demografie
| An:                | 1994 | 2004   | 2014   | 2024    |
| ------------------ | ---- | ------ | ------ | ------- |
| Număr de persoane: | 1038 | 1030   | 1102   | 1273    |
| Diferență:         |      | −0,77% | +6,99% | +15,51% |

| An:                | 2023 | 2024   |
| ------------------ | ---- | ------ |
| Număr de persoane: | 1265 | 1273   |
| Diferență:         |      | +0,63% |